# Phragmatobia zoraida
Phragmatobia zoraida là một loài bướm đêm thuộc phân họ Arctiinae, họ Erebidae.